# Coup d'État de 1969 en Libye
 (août 2023).
Si vous disposez d'ouvrages ou d'articles de référence ou si vous connaissez des sites web de qualité traitant du thème abordé ici, merci de compléter l'article en donnant les références utiles à sa vérifiabilité et en les liant à la section « Notes et références ».
Guerre froide arabe
Le coup d'État de 1969 en Libye, également connu sous le nom de révolution al-Fateh ou révolution du 1er septembre, est un coup d'État mené le 1er septembre 1969 par le Mouvement des officiers unionistes libres, un groupe d'officiers militaires dirigé par le colonel Mouammar Kadhafi, qui a conduit au renversement du roi Idris Ier, roi de la Libye depuis 1951.

## Contexte
La découverte d'importantes réserves de pétrole en 1959 et les revenus ultérieurs des ventes de pétrole ont permis au Royaume de Libye de passer de l'un des pays les plus pauvres du monde à un État riche. Bien que le pétrole ait considérablement amélioré les finances du gouvernement libyen, le ressentiment a commencé à monter face à la concentration accrue de la richesse du pays entre les mains du roi Idris. Ce mécontentement s'est accru avec la montée du nassérisme et du nationalisme et socialisme arabe dans tout le monde arabe.

## Coup d'État
Le 1er septembre 1969, un groupe d'environ 70 jeunes officiers de l'armée connu sous le nom de Mouvement des officiers unionistes libres et des hommes enrôlés pour la plupart affectés au Corps des transmissions prirent le contrôle du gouvernement et abolirent la monarchie libyenne. Le coup d'État a été lancé à Benghazi et, en moins de deux heures, a été achevé[réf. nécessaire]. Les unités de l'armée se sont rapidement rassemblées pour soutenir le coup d'État et, en quelques jours, un contrôle militaire a été établi à Tripoli et ailleurs dans tout le pays[réf. nécessaire]. La réception populaire du coup d'État, en particulier par les jeunes des zones urbaines, a été enthousiaste[réf. nécessaire]. Les craintes de résistance en Cyrénaïque et au Fezzan se sont avérées infondées[réf. nécessaire]. Aucun décès ou incident violent lié au coup d'État n'a été signalé[réf. nécessaire].
Le mouvement des officiers libres, qui revendiquait le mérite d'avoir mené le coup d'État, était dirigé par une direction de douze membres qui se désignait elle-même comme le Conseil de commandement révolutionnaire (RCC). Cet organe a constitué le gouvernement libyen après le coup d'État. Dans sa proclamation initiale du 1er septembre, le RCC a déclaré que le pays était un État libre et souverain appelé République arabe libyenne, qui procéderait « sur la voie de la liberté, de l'unité et de la justice sociale, garantissant le droit à l'égalité à ses citoyens et leur ouvrant les portes d'un travail honorable ». Le règne des Turcs et des Italiens et le gouvernement «  réactionnaire » qui ont été renversés ont été caractérisés comme appartenant à des « âges sombres », à partir desquels le peuple libyen a été appelé à avancer en tant que « frères libres » vers un nouvel âge de prospérité, d'égalité, et l'honneur[réf. nécessaire].
Le CCR a informé les représentants diplomatiques en Libye que les changements révolutionnaires n'avaient pas été dirigés de l'extérieur du pays, que les traités et accords existants resteraient en vigueur et que les vies et les biens étrangers seraient protégés[réf. nécessaire]. La reconnaissance diplomatique du nouveau gouvernement est venue rapidement de pays du monde entier. La reconnaissance des États-Unis a été officiellement prolongée le 6 septembre[réf. nécessaire].

## Conséquences
Compte tenu de l'absence de résistance interne, il est apparu que le principal danger pour le nouveau gouvernement résidait dans la possibilité d'une réaction inspirée par le roi absent Idris ou son héritier désigné, Hassan Reda El-Senussi, qui avait été mis en garde à vue à l'époque du coup d'État avec d'autres hauts responsables civils et militaires du gouvernement royal. Cependant, quelques jours après le coup d'État, Hassan a publiquement renoncé à tous ses droits au trône, a déclaré son soutien au nouveau gouvernement et a appelé le peuple à l'accepter sans violence.
Idris, lors d'un échange de messages avec le RCC par l'intermédiaire du président égyptien Nasser, s'est dissocié des tentatives signalées d'obtenir une intervention britannique et a nié toute intention de revenir en Libye. En retour, il a été assuré par le RCC de la sécurité de sa famille toujours dans le pays. À sa demande et avec l'approbation de Nasser, Idris s'installa à nouveau en Égypte, où il avait passé son premier exil et où il resta jusqu'à sa mort en 1983.
Le 7 septembre 1969, le RCC a annoncé qu'il avait nommé un cabinet pour diriger le gouvernement de la nouvelle république. Un technicien de formation américaine, Mahmoud Soleiman al-Maghrebi, emprisonné depuis 1967 pour ses activités politiques, a été nommé Premier ministre . Il a présidé le Conseil des ministres de huit membres, dont six, comme Maghrebi, étaient des civils et deux (Adam Said Hawwaz et Musa Ahmad) étaient des officiers militaires. Aucun des officiers n'était membre du RCC.
Le Conseil des ministres a été chargé de « mettre en œuvre la politique générale de l'État telle qu'établie par le CCR ». Le lendemain, le RCC a promu le capitaine Kadhafi au rang de colonel et l'a nommé commandant en chef des forces armées libyennes. Bien que les porte-paroles du RCC aient refusé jusqu'en janvier 1970 de révéler tout autre nom de membres du RCC, il est apparu à partir de cette date que le chef du RCC et nouveau chef d'État de facto était Kadhafi.
Les analystes n'ont pas tardé à souligner les similitudes frappantes entre le coup d'État militaire libyen de 1969 et celui en Égypte sous Nasser en 1952, et il est devenu clair que l'expérience égyptienne et la figure charismatique de Nasser avaient formé le modèle du mouvement des officiers libres. Alors que le RCC, dans les derniers mois de 1969, entreprit d'instituer des réformes internes, il proclama la neutralité dans la confrontation entre les superpuissances et l'opposition à toutes les formes de colonialisme et d'impérialisme.
Il a également montré clairement l'attachement de la Libye à l'unité arabe et au soutien de la cause palestinienne contre Israël. Le CCR a réaffirmé l'identité du pays comme faisant partie de la « nation arabe » et sa religion d'État comme l'islam. Les institutions parlementaires du royaume ont été dissoutes, les fonctions législatives étant assumées par le RCC, et l'interdiction des partis politiques a été maintenue, en vigueur à partir de 1952.
Le nouveau gouvernement a catégoriquement rejeté le communisme (en grande partie parce qu'il était athée) et a officiellement adopté une interprétation arabe du socialisme qui intégrait les principes islamiques à la réforme sociale, économique et politique.